# Karl Christian Erdmann von Le Coq
Karl Christian Erdmann chevalier von Le Coq (né le 28 octobre 1767 à Torgau et mort le 30 juin 1830 à Brigue dans le canton du Valais) est un lieutenant général saxon et commandant de l'armée.

## Biographie
C'est le plus jeune fils du lieutenant-général saxon Johann Ludwig von Le Coq (de) (1719-1789) et de son épouse Susanne Charlotte Bitaubé (*1731), sœur du pasteur et écrivain Paul Jérémie Bitaubé.
Son frère est le général prussien Karl Ludwig von Le Coq. La famille descend d'une famille de confession protestante (calviniste), des Huguenots français.
Envoyé à l'école à Meissen à l'âge de 9 ans, il entre deux ans plus tard comme cadet dans l'infanterie saxonne. Il sert jusqu'en 1806 dans le régiment «Le Coq», dirigé par son père. Le 30 mai 1800, il est promu major et en 1806, il prend la direction des bataillons de grenadiers des régiments «Low» et «Singer» en tant que lieutenant-colonel. Le Coq a participé à la bataille d'Iéna en qualité de commandant de bataillon et est légèrement blessé au pied. En 1807, il est nommé colonel et adjudant général royal et commandant de Wittemberg. En 1809, il est nommé major général et brigadier. Lors de la bataille de Wagram, il a reçu une balle dans le bras à la tête de sa brigade. Il est promu, le 22 février 1810, lieutenant-général, général de division. À Dresde, la même année, il devient membre de la loge maçonnique Zum Golden Apfel.
À l'été 1810, il reçoit l'ordre du roi de Saxe Frédéric-Auguste Ier d'instruire l'armée du royaume aux nouvelles méthodes de combat de l'infanterie française. L'armée saxonne se compose à nouveau de deux divisions en 1811. Erdmann forme les officiers aux tactiques de guerre modernes.
Au printemps 1812, il reçoit le commandement du corps saxon en marche pour la campagne de Russie. A ce titre, il a combattu dans la Grande Armée de Napoléon au sein du 7e corps d'armée du général Jean-Louis-Ébénézer Reynier.
En 1813, il se distingua à la bataille de Kalisch et après la retraite de Russie, toujours au sein du 7e corps commandé par Jean-Louis-Ébénézer Reynier, il se voit confier le commandement des troupes saxonnes, nouvellement formées, avec lesquelles il combat à Großbeeren et Dennewitz (Jüterbogk). En 1814, il était également à la tête du contingent saxon de l'armée d'occupation aux Pays-Bas.
Erdmann a travaillé avec ardeur au retour de captivité du roi de Saxe Frédéric-Auguste Ier, sans que ses efforts soient couronnés de succès. Au contraire, il est contraint de quitter l'armée et de se rendre en Saxe, d'où il ne revient qu'une fois le partage du royaume achevé, afin de réorganiser également l'armée. Une fois la paix rétablie, Le Coq est nommé commandant général de l'armée et contribue à sa modernisation.
Pour sa bravoure et sa loyauté dans les campagnes de 1795, 1806, 1809, 1812, 1813, 1814 et 1815, Le Coq a reçu, le 23 juillet 1815, la grand-croix de l'Ordre militaire de Saint-Henri
Après 50 ans de service, Le Coq a été décoré par le roi de l'ordre de la couronne de diamant.
Il est mort en Suisse, à Brigue, alors qu'il se rend dans le sud de l'Italie.